# Langogne
Langogne (en occitano Langònha) es una comuna y población de Francia, en la región Languedoc-Rosellón, en el departamento de Lozère.
Su gentilicio es Langonais.
Robert Louis Stevenson pernoctó el 23 de septiembre de 1878 en Langogne, en su periplo por los montes Cévennes que relató en Viaje con un asno por los Cévennes (1879).

## Geografía
Langogne se encuentra 3 km al este del embalse de Naussac. El río Allier pasa por ella.
Dispone de estación de ferrocarril, y la carretera N88 la comunica con Mende y Le Puy-en-Velay.
Se halla en la unión de tres departamentos (Ardèche, Lozère y Alto Loira) que a su vez pertenecen a tres regiones distintas (Languedoc-Rosellón, Ródano-Alpes y Auvernia, respectivamente). El entorno de Langogne ha sido tradicionalmente un lugar privilegiado para el comercio.

## Demografía
| 2 295 | 2 272 | 2 440 | 2 575 | 2 744 | 2 706 | 2 795 | 3 156 | 3 874 | 3 227 | 3 036 | 3 040 | 3 611 | 3 696 | 3 808 | 3 652 | 3 634 | 3 552 | 3 917 | 3 919 | 3 663 | 3 867 | 3 930 | 4 145 | 4 332 | 4 212 | 4 184 | 4 096 | 3 760 | 3 542 | 3 380 | 3 095 |
| Para los censos de 1962 a 1999 la población legal corresponde a la población sin duplicidades (Fuente: INSEE [Consultar]) |       |       |       |       |       |       |       |       |       |       |       |       |       |       |       |       |       |       |       |       |       |       |       |       |       |       |       |       |       |       |       |